# Диалекты округа Южный Татавин
Диале́кты о́круга Южный Татавин (также тамазигхт, шильха, дувинна) — восточнозенетские диалекты зенетской группы северноберберской ветви берберо-ливийских языков, распространённые в Тунисе — в округе Южный Татавин в северо-восточной части вилайета Татавин. Включают диалекты двух бербероязычных селений: Шенини (Chenini) и Дуирета (Douiret), расположенных к западу от города Татавин.
Диалекты округа Южный Татавин нередко рассматриваются как диалекты языка нефуса наряду с близкими им диалектами джерба (в южных районах принадлежащего Тунису острова Джерба в Средиземном море), зуара (в окрестностях города Зуара в муниципалитете Эн-Нугат-эль-Хумс в северо-западной части Ливии) и диалектами округа Матмата (в вилайете Габес).

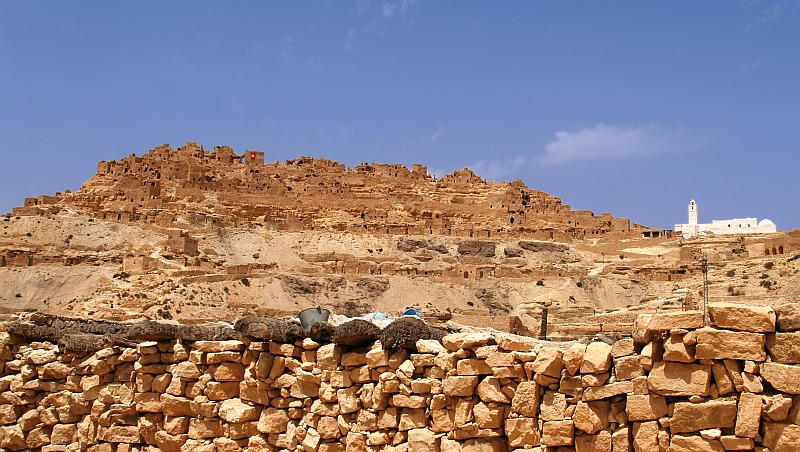
Селение Шенини

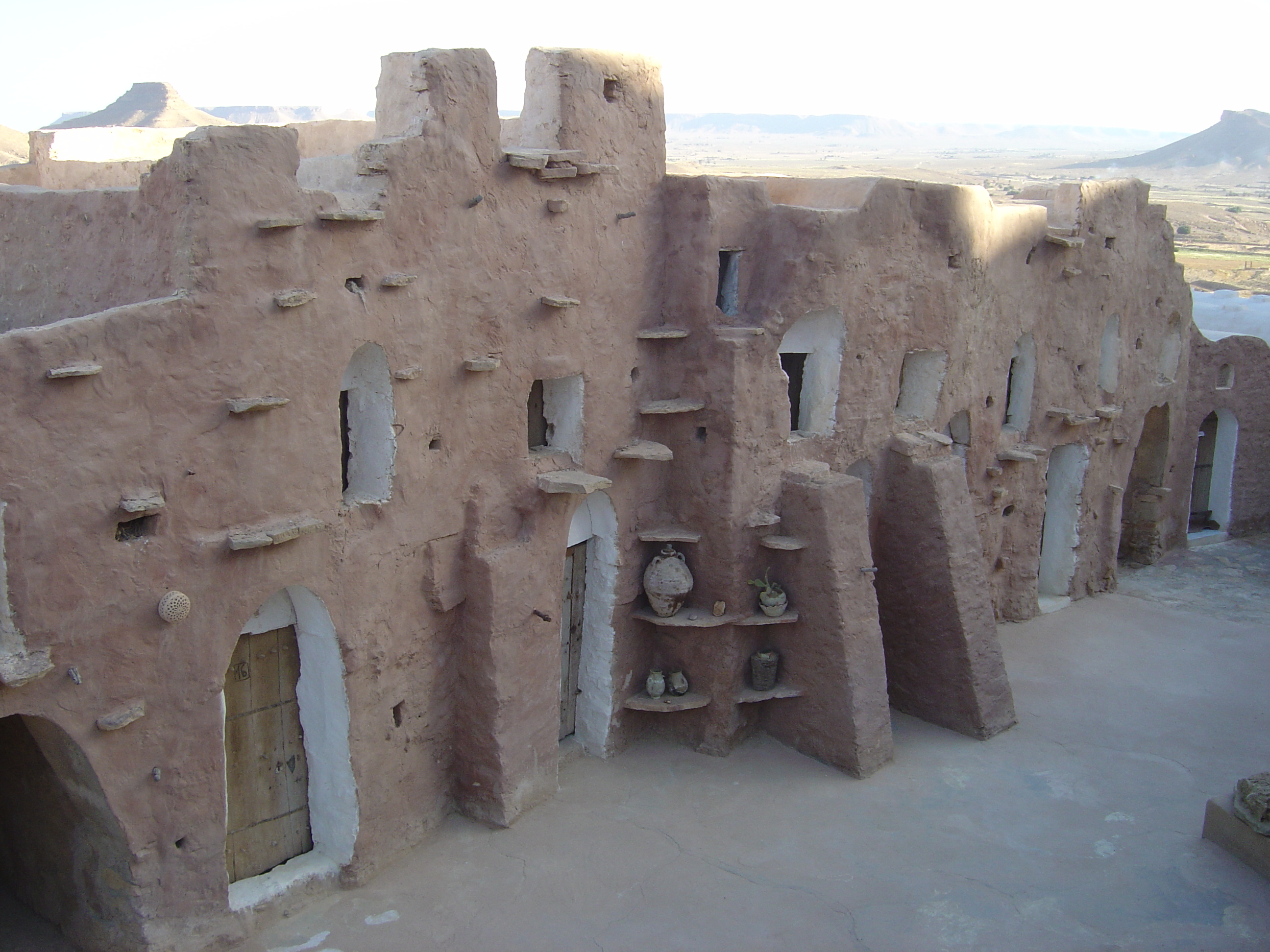
Дома в селении Дуирет

Самоназвание диалектов — дувинна (duwinna), арабское название — шильх (шильха). Число говорящих на диалектах округа Южный Татавин составляет порядка 3 650 чел. (1992), из них в Хенини — 300 чел., в Дуирете — 350 чел., в городе Тунис и других городах страны — до 3000 чел.. Как правило большинство носителей берберских диалектов говорит также на арабском языке.
Диалекты шенини и дуирет в классификации, представленной в справочнике языков мира Ethnologue, вместе с зуара, джерба, тамезрет, тауджут и зрауа, объединяемые общим названием шильха, относятся к диалектам языка нефуса восточнозенетской подгруппы зенетской группы языков. Французский лингвист Л. Суаг (Lameen Souag), комментируя включение справочником Ethnologue берберских диалектов Туниса в состав языка нефуса, отмечает существенное отличие диалектов Туниса от диалектов Ливии, а А. Ю. Айхенвальд указывает на близость диалектов нефуса в Ливии по морфологии к восточноберберским языкам. Голландский лингвист М. Коссманн (Maarten Kossmann) в своей классификации берберских языков относит диалекты округа Южный Татавин и нефуса к разным языковым подгруппам.